# Daniel Carleton Gajdusek
Daniel Carleton Gajdusek (Yonkers, EUA 1923 - Tromsø, Noruega 2008) és un metge estatunidenc guardonat amb el Premi Nobel de Medicina o Fisiologia l'any 1976.

## Biografia
Va néixer el 9 de setembre de 1923 a la ciutat de Yonkers, població situada a l'estat de Nova York, en una família d'immigrants eslovacs i hongaresos. Inicialment va estudiar química i matemàtiques a la Universitat de Rochester, on es graduà el 1943, però posteriorment va orientar-se per la medicina a la Universitat Harvard, on cursà estudis postdoctorals. Va treballar com a investigador de l'Institut Pasteur de Teheran i al Walter and Eliza Hall Institute of Medical Research de Melbourne. Des de 1958 treballa a l'Institut de Malalties Neurològiques de Maryland, esdevenint inicialment professor de pediatria i posteriorment de virologia.
L'any 1997 fou acusat d'abusos sexuals de menors i condemnat a 19 mesos d'empresonament per la Justíca nord-americana. En finalitzar la condemna s'establí a Europa mitjançant el permís del Govern nord-americà.
Va morir el 12 de desembre de 2008 a Tromsø, Noruega.

## Recerca científica
L'any 1957 inicià la seva recerca al voltant dels virus, aquell any descobrí el kuru, una malaltia que afectava els indígenes de Nova Guinea. Gajdusek aconseguí demostrar que aquesta malaltia no era hereditària, i causada pel canibalisme practicat pels indígenes tal com es creia fins aquell moment, sinó que era causada pel que va denominar un "virus lent". Anys més tard Stanley B. Prusiner demostrà que era causat per un prió. Continuà amb la seva recerca sobre els virus i les malalties infeccioses, realitzant grans avanços sobre l'encefalitis.
L'any 1976 fou guardonat amb el Premi Nobel de Medicina o Fisiologia, premi compartit amb Baruch Samuel Blumberg, pels seus descobriments referents als nous mecanismes de l'origen i difusió de les malalties infeccioses.